# Александрув-Куявски
Алекса́ндрув-Куя́вски (пол. Aleksandrów Kujawski [alɛkˈsandruf kuˈjafski]) — город в Польше, входит в Куявско-Поморское воеводство, Александрувский повят. Имеет статус городской гмины. Занимает площадь 7 км² (723 га). Население — 12 376 человек (на 2006 год).
С 1815 по 1917 годы этот населённый пункт (местечко Нешавского уезда Варшавской губернии) находился на границе Российской империи и Пруссии, он был пограничным пунктом на Александровской ветви Варшаво-Венской железной дороги. В нём в 1879 году состоялись переговоры Александра II и Вильгельма I.
До 1879 года носил название Троянов (Trojanów), в 1879—1919 годах — Александров-Пограничный или Александрово, в 1939—1943 годах — Вайшель (Weichsel), в 1943—45 годах — Вайшельштет (Weichselstädt).

## Известные уроженцы
- Миронов, Евгений Андреевич  (1905—1976) — советский военачальник, генерал-майор.

## Города-побратимы

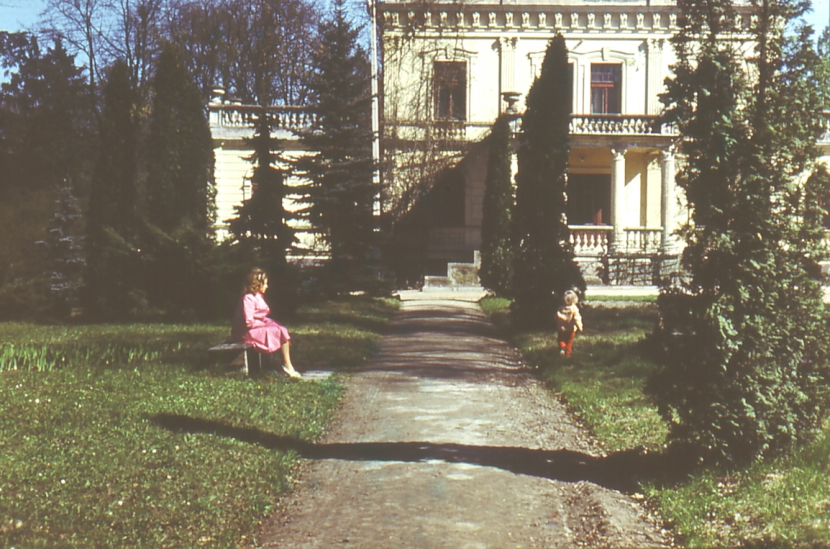
Дворец

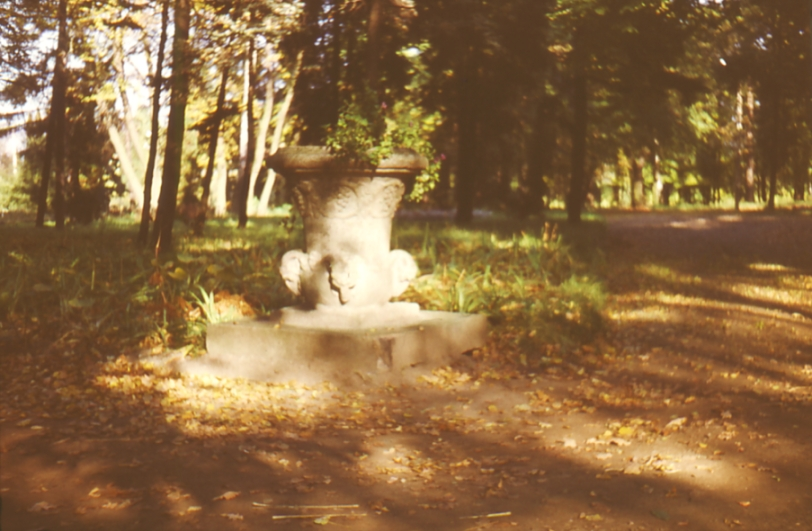
Парк

- Латвия: Валка
- Чехия: Иванчице